# فرد كاتس
فرد كاتس (بالإنجليزية: Fred Katz)‏ هو عازف جاز وملحن أمريكي، ولد في 25 فبراير 1919 في بروكلين في الولايات المتحدة، وتوفي في 7 سبتمبر 2013 في سانتا مونيكا في الولايات المتحدة بسبب سرطان.

## وصلات خارجية
- فرد كاتس على موقع IMDb (الإنجليزية)
- فرد كاتس على موقع ميوزك برينز (الإنجليزية)
- فرد كاتس على موقع أول ميوزيك (الإنجليزية)
- فرد كاتس على موقع ديسكوغز (الإنجليزية)
- فرد كاتس على موقع قاعدة بيانات الفيلم (الإنجليزية)